# 430 km Nürburgringa 1991
430 km Nürburgringa 1991 je bila peta dirka Svetovnega prvenstva športnih dirkalnikov v sezoni 1991. Odvijala se je 18. avgusta 1991.

## Rezultati
| Poz    | Razred | Št | Moštvo                                 | Dirkači                            | Šasija                             | Gume | Krogi |
| Poz    | Razred | Št | Moštvo                                 | Dirkači                            | Motor                              | Gume | Krogi |
| ------ | ------ | -- | -------------------------------------- | ---------------------------------- | ---------------------------------- | ---- | ----- |
| 1      | C1     | 3  | Silk Cut Jaguar                        | Derek Warwick David Brabham        | Jaguar XJR-14                      | G    | 95    |
| 1      | C1     | 3  | Silk Cut Jaguar                        | Derek Warwick David Brabham        | Cosworth HB 3.5L V8                | G    | 95    |
| 2      | C1     | 4  | Silk Cut Jaguar                        | Teo Fabi David Brabham             | Jaguar XJR-14                      | G    | 95    |
| 2      | C1     | 4  | Silk Cut Jaguar                        | Teo Fabi David Brabham             | Cosworth HB 3.5L V8                | G    | 95    |
| 3      | C2     | 11 | Porsche Kremer Racing                  | Manuel Reuter Harri Toivonen       | Porsche 962CK6                     | Y    | 89    |
| 3      | C2     | 11 | Porsche Kremer Racing                  | Manuel Reuter Harri Toivonen       | Porsche Type-935 3.2L Turbo Flat-6 | Y    | 89    |
| 4      | C2     | 59 | Team Salamin Primagaz Obermaier Racing | Jürgen Oppermann Otto Altenbach    | Porsche 962C                       | G    | 89    |
| 4      | C2     | 59 | Team Salamin Primagaz Obermaier Racing | Jürgen Oppermann Otto Altenbach    | Porsche Type-935 3.2L Turbo Flat-6 | G    | 89    |
| 5      | C2     | 18 | Mazdaspeed                             | Dave Kennedy Maurizio Sandro Sala  | Mazda 787                          | D    | 89    |
| 5      | C2     | 18 | Mazdaspeed                             | Dave Kennedy Maurizio Sandro Sala  | Mazda R26B 2.6L 4-Rotor            | D    | 89    |
| 6      | C2     | 12 | Courage Compétition                    | Lionel Robert François Migault     | Cougar C26S                        | G    | 89    |
| 6      | C2     | 12 | Courage Compétition                    | Lionel Robert François Migault     | Porsche Type-935 3.2L Turbo Flat-6 | G    | 89    |
| 7      | C2     | 17 | Repsol Brun Motorsport                 | Walter Brun Jésus Pareja           | Porsche 962C                       | Y    | 88    |
| 7      | C2     | 17 | Repsol Brun Motorsport                 | Walter Brun Jésus Pareja           | Porsche Type-935 3.2L Turbo Flat-6 | Y    | 88    |
| 8      | C2     | 55 | Porsche Kremer Racing                  | Otto Rensing Mercedes Stermitz     | Porsche 962CK6                     | Y    | 87    |
| 8      | C2     | 55 | Porsche Kremer Racing                  | Otto Rensing Mercedes Stermitz     | Porsche Type-935 3.2L Turbo Flat-6 | Y    | 87    |
| 9      | C2     | 57 | Konrad Motorsport                      | Franz Konrad Harald Becker         | Porsche 962C                       | G    | 87    |
| 9      | C2     | 57 | Konrad Motorsport                      | Franz Konrad Harald Becker         | Porsche Type-935 3.2L Turbo Flat-6 | G    | 87    |
| 10 NC  | C2     | 14 | Team Salamin Primagaz                  | Antoine Salamin Pierre Yver        | Porsche 962C                       | G    | 84    |
| 10 NC  | C2     | 14 | Team Salamin Primagaz                  | Antoine Salamin Pierre Yver        | Porsche Type-935 3.2L Turbo Flat-6 | G    | 84    |
| 11 DNF | C1     | 5  | Peugeot Talbot Sport                   | Mauro Baldi Philippe Alliot        | Peugeot 905                        | M    | 56    |
| 11 DNF | C1     | 5  | Peugeot Talbot Sport                   | Mauro Baldi Philippe Alliot        | Peugeot SA35 3.5L V10              | M    | 56    |
| 12 DNF | C1     | 8  | Euro Racing                            | Cor Euser Charles Zwolsman         | Spice SE90C                        | G    | 47    |
| 12 DNF | C1     | 8  | Euro Racing                            | Cor Euser Charles Zwolsman         | Ford Cosworth DFR 3.5L V8          | G    | 47    |
| 13 DNF | C1     | 7  | Louis Descartes Berkeley Team London   | Ranieri Randaccio Mirko Savoldi    | Spice SE89C                        | G    | 43    |
| 13 DNF | C1     | 7  | Louis Descartes Berkeley Team London   | Ranieri Randaccio Mirko Savoldi    | Ford Cosworth DFZ 3.5L V8          | G    | 43    |
| 14 DNF | C1     | 1  | Team Sauber Mercedes                   | Jochen Mass Jean-Louis Schlesser   | Mercedes-Benz C291                 | G    | 28    |
| 14 DNF | C1     | 1  | Team Sauber Mercedes                   | Jochen Mass Jean-Louis Schlesser   | Mercedes-Benz M291 3.5L Flat-12    | G    | 28    |
| 15 DNF | C1     | 2  | Team Sauber Mercedes                   | Karl Wendlinger Michael Schumacher | Mercedes-Benz C291                 | G    | 10    |
| 15 DNF | C1     | 2  | Team Sauber Mercedes                   | Karl Wendlinger Michael Schumacher | Mercedes-Benz M291 3.5L Flat-12    | G    | 10    |
| 16 DNF | C2     | 15 | Veneto Equipe SRL                      | Almo Coppelli                      | Lancia LC2                         | D    | 10    |
| 16 DNF | C2     | 15 | Veneto Equipe SRL                      | Almo Coppelli                      | Ferrari 308C 3.1L Turbo V8         | D    | 10    |
| 17 DNF | C1     | 6  | Peugeot Talbot Sport                   | Keke Rosberg Yannick Dalmas        | Peugeot 905                        | M    | 8     |
| 17 DNF | C1     | 6  | Peugeot Talbot Sport                   | Keke Rosberg Yannick Dalmas        | Peugeot SA35 3.5L V10              | M    | 8     |
| 18 DNF | C2     | 13 | Courage Compétition                    | Marco Brand Andrea Filippini       | Cougar C26S                        | G    | 6     |
| 18 DNF | C2     | 13 | Courage Compétition                    | Marco Brand Andrea Filippini       | Porsche Type-935 3.2L Turbo Flat-6 | G    | 6     |
| DNS    | C1     | 16 | Repsol Brun Motorsport                 | Oscar Larrauri Gregor Foitek       | Brun C91                           | Y    | -     |
| DNS    | C1     | 16 | Repsol Brun Motorsport                 | Oscar Larrauri Gregor Foitek       | Judd GV 3.5L V10                   | Y    | -     |
| DNQ    | C1     | 21 | Konrad Motorsport                      | Franz Konrad Stefan Johansson      | Konrad KM-011                      | Y    | -     |
| DNQ    | C1     | 21 | Konrad Motorsport                      | Franz Konrad Stefan Johansson      | Lamborghini 3512 3.5L V12          | Y    | -     |

## Statistika
- Najboljši štartni položaj - #4 Silk Cut Jaguar - 1:19.519
- Najhitrejši krog - #4 Silk Cut Jaguar - 1:21.553
- Povprečna hitrost - 180.183km/h